# روجر غيديس
روجر غيديس (مواليد 2 أكتوبر 1996) هو لاعب كرة قدم برازيلي يلعب كمهاجم في نادي الريان القطري.